# Hugh Blair (ministro scozzese)
Hugh Blair (Edimburgo, 7 aprile 1718 – Edimburgo, 27 dicembre 1800) è stato un teologo scozzese.
Ministro ad Edimburgo dal 1743, fu amico di James Macpherson e primo critico (1763) dell Ossian. Dal 1777 al 1801 pubblicò 5 volumi di Sermoni moraleggianti e le Lectures on Rhetoric and Belles Lettres sulle regole della composizione poetica.
Fu un punto di riferimento dell'Illuminismo scozzese, autore di una serie di scritti su Shakespeare, James Macpherson e David Hume, che conobbe personalmente come Alexander Carlyle, Adamo Smith, Adam Ferguson e Lord Kames, suoi amici.

## Biografia
Nato a Edimburgo e cresciuto in una famiglia di religione protestante presbiteriana, il padre John Blair era un mercante, pronipote del Rev Robert Blair di St Andrews. Fin dalla tenera età era educato ad avviarsi alla carriera ecclesiastica.
Nel 1739 terminò gli studi di Grammatica, Filosofia morale e letteratura all'Università di Edimburgo. La sua tesi dal titolo Dissertatio Philosophica Inauguralis de fundamentis et obligatione legis naturae, gli servirà  due anni dopo per i suoi Sermoni, nei quali discute i principi della morale e della virtù.
Il 21 ottobre 1741 ricevette la licenza che gli permetteva di essere un predicatore. Il Conte di Leven viene a conoscenza della sua popolarità  e lo presenta nella parrocchia di Collessie, presso Fife: qui viene ordinato sacerdote il 23 settembre 1742. Per oltre due anni, fu predicatore alla parrocchia di Canongate a Edimburgo, nel 1754 alla parrocchia di Lady Yester, una congregazione della Chiesa di Scozia con sede principale a Edimburgo; e dal 15 giugno 1758 presso la principale Chiesa di Edimburgo.

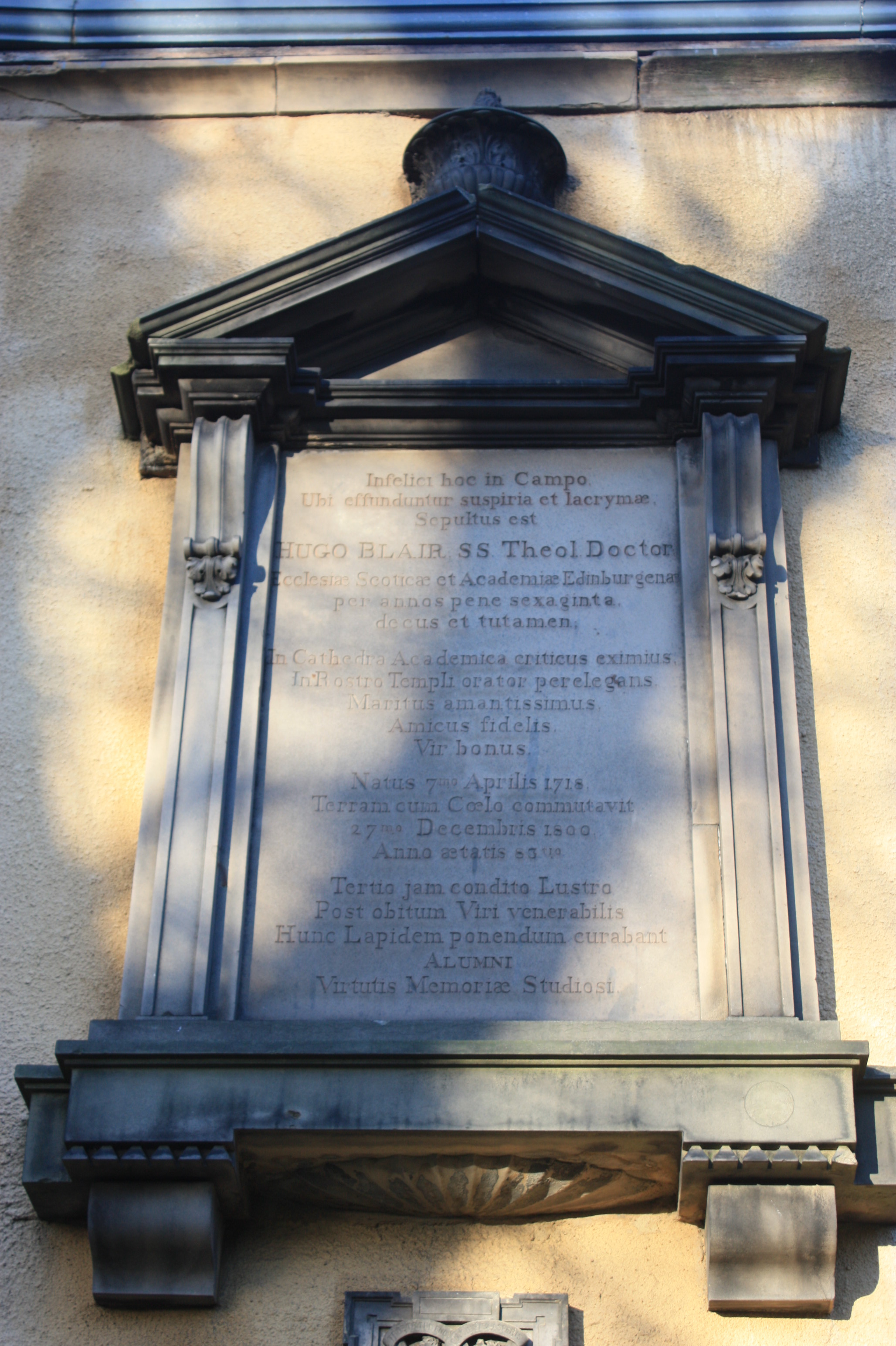
L'epitaffio di Hugho Blair, Greyfriars Kirkyard

Fu nominato professore alla prima cattedra regia di Retorica, Lettere e Belle Arti, per lui personalmente istituita da re Giorgio III, presso l'Università di St Andrews. Nel 1757 fu insignito con la laurea ad honorem in Doctor of Divinity dalla Chiesa di St. Andrews, e nel 1759 iniziò a tenere un corso sui principi della composizione letteraria presso l'Università di Edimburgo. 

Qui di nuovo fu creata una cattedra per lui nel 1762, dove esercitò anche il ruolo di pastore evangelico, e che detenne fino al 1783. Lo stesso anno fu tra i soci fondatori della Royal Society di Edimburgo, di cui fu presidente onorario dal 1789 al 1796.
Nel 1748, sposò la cugina Katherine Bannatyne. Da lei ebbe due figli, di cui uno morì al primo anno, e l'altro a 20 anni. La moglie perì molti anni prima della sua morte nel Dicembre 1800. Fu descritto come "amabile, gentile con i giovani autori, e notevole per una innocua, ma piuttosto ridicolo per vanità e semplicità ".
Fu sepolto a Greyfriars Kirkyard a Edimburgo vicino a Allan Ramsay e Colin McLaurin, con l'iscrizione latina Hugo Blair (posta solo in un secondo momento).

## Stile e pensiero
I suoi sermoni, diretti verso l'istruzione morale piuttosto che alle discussioni metafisiche o teologiche, operano una rivoluzione nell'eloquenza delle prediche religiose.
Nel suo Corso di Letteratura, ritenuto ancora un'autorità di riferimento nel diciannovesimo secolo, egli trattò i principi filosofici del bello e delle regole di composizione, e si distinse per la sua precisione e la purezza del suo gusto. Definì la poesia come il linguaggio della passione e pertanto determinato dalle qualita3del compositore. Tale corso fu considerato un'autorità del suo tempo per le questioni di poetica, almeno in Spagna
Fu il fondatore della Rivista d'Edimburgo.

## Opere
- 1739. De fundamentis et Obligatione Legis Naturæ
- 1753. The Works of Shakespeare (ed. Hugh Blair [Anon.])
- 1755. rivisto da Francis Hutcheson's A System of Moral Philosophy [Anon.]
- 1755. Observations on a Pamphlet (da John Bonar), entitled An Analysis of the Moral and Religious Sentiments contained in the Writings of Sopho and David Hume Esq [Anon.]
- 1760. 'Preface' [Anon.] to James Macpherson, Fragments of Ancient Poetry collected in the Highlands of Scotland and translated from the Galic or Erse Language
- 1763. A Critical Dissertation on the Poems of Ossian, the Son of Fingal
- 1777–1801. Sermons (5 volumi)
- 1783. Lectures on Rhetoric and Belles Lettres